# Thành hoàng

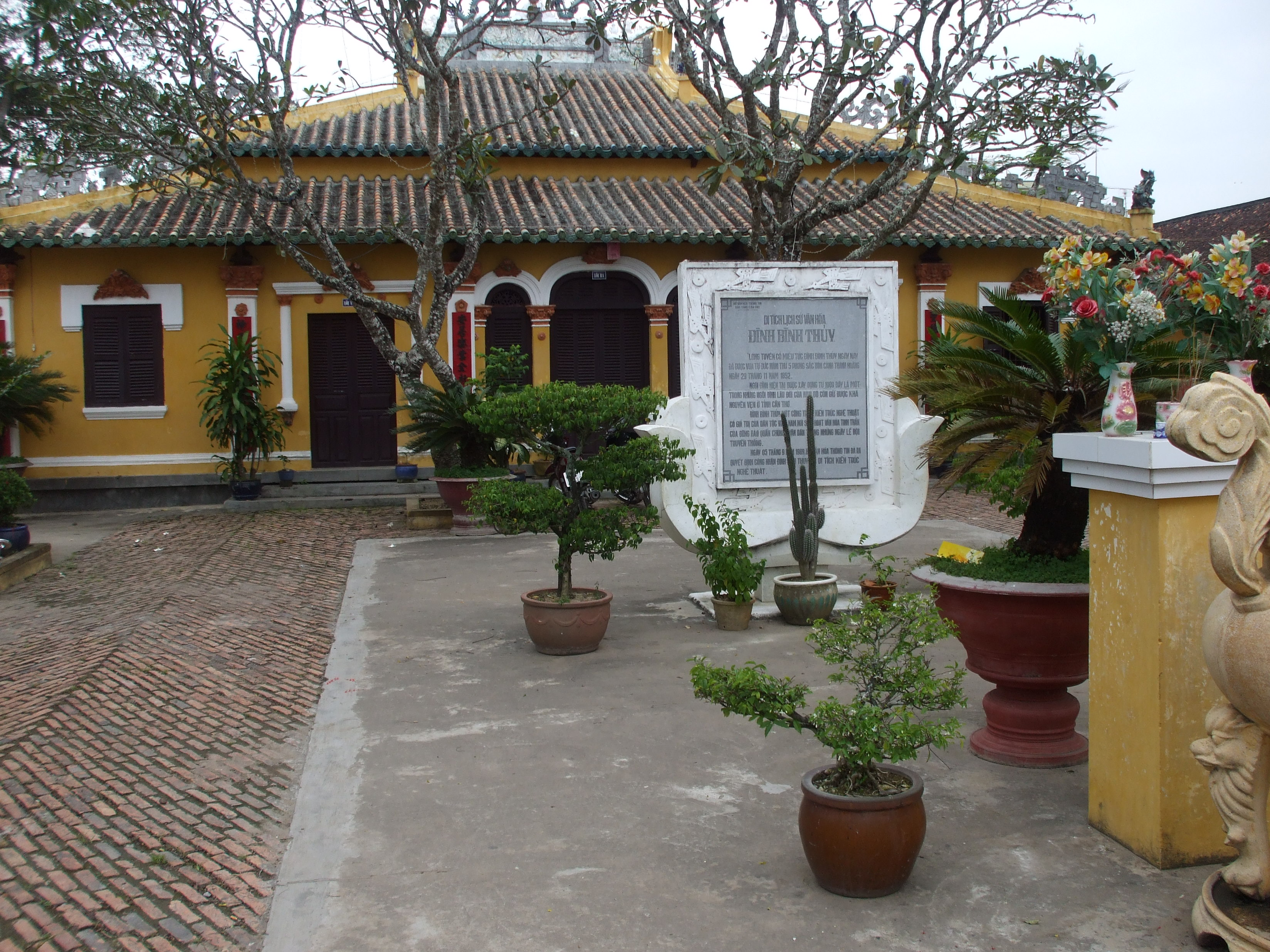
Đình Bình Thủy, Cần Thơ.

Thành hoàng hay Thần hoàng, Thần Thành hoàng, là vị thần được tôn thờ chính trong đình làng Việt Nam. Thần Thành hoàng có thể mang nhiều cái tên khác nhau tùy theo làng. Dù là ai thì vị thần này cũng là người cai quản cõi thiêng của làng và đều mang tính chất chung là hộ quốc tỳ dân (hộ nước giúp dân) tại địa phương.

## Tên gọi

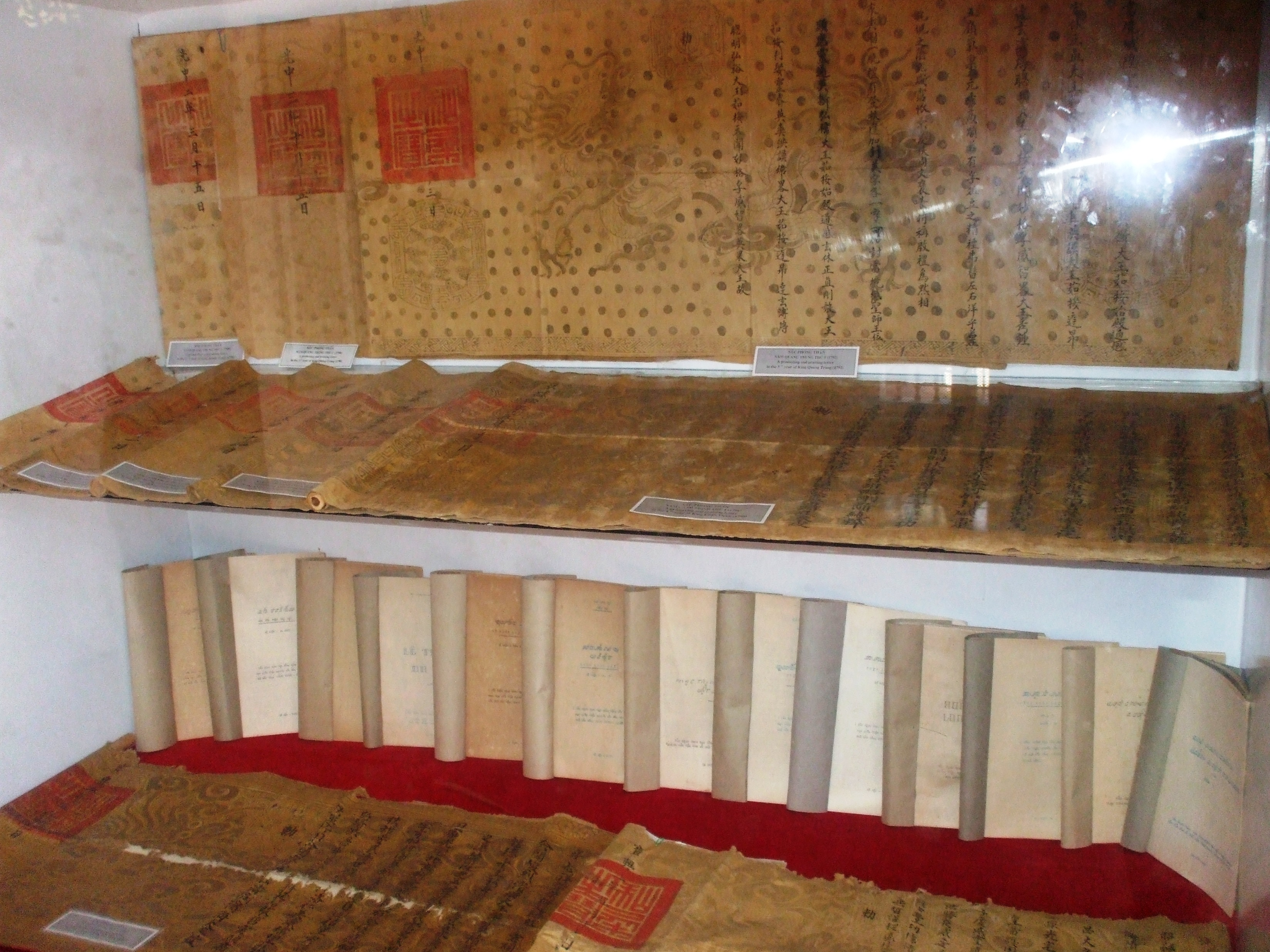
Sưu tập các sắc phong thần Thành hoàng thời Tây Sơn, hiện trưng bày trong Bảo tàng Tây Sơn (Bình Định)

Thành hoàng xuất phát từ chữ Hán: Thành 城 là cái thành hay tòa thành, hoàng 隍 là cái hào bao quanh cái thành; và khi ghép chung lại thành một từ dùng để chỉ vị thần coi giữ, bảo trợ cho cái thành. Thành hoàng là 城隍, Thần hoàng là 神 隍, Thần Thành hoàng là 神城隍. Có thể hiểu vị Thần Thành Hoàng là vị chủ thần trông coi, quản lý cái tòa thành đó, ví như một vị Thành Chủ, hay Quận Vương thời xưa. 
Nhà văn Sơn Nam cho biết thêm: Ông thần ở đình làng gọi là thần Thành hoàng, cai quản khu vực trong khung thành. Thoạt tiên là thần ngự trị nơi thị tứ, sau áp dụng (cả) nơi thôn xóm, (vì) vẫn có điếm canh bố trí bao quanh...
Cũng theo Sơn Nam, thần Thành hoàng, theo thông lệ, thờ thần đàn ông, vì khí Dương đem sức mạnh cho muôn loài, muôn vật. Và gọi ông Thần hoàng là sai nghĩa, vì cái tên này chỉ là thứ nghi lễ đốt tờ giấy vàng, tức bản sao sắc phong do nhà vua tặng cho cha mẹ, ông bà đã qua đời của quan chức cao cấp thời phong kiến; và tục này ở trong Nam Bộ không có.
Bởi vậy, khi trích lại đoạn viết về tục "thờ thần" ở trong sách Việt Nam phong tục của Phan Kế Bính, nhà văn Sơn Nam đã sửa từ "Thần hoàng" ra "Thành hoàng" cốt để người đọc không còn lầm lẫn giữa hai thứ. Tuy nhiên, xét trong sách Việt Nam phong tục, lễ Thần hoàng được xếp vào mục Phong tục trong gia tộc; còn việc thờ phụng Thành hoàng được xếp vào mục Phong tục hương đảng, thì rõ là tác giả sách đã chỉ ra đó là hai thứ khác nhau.
Điểm đáng chú ý khác nữa, vì là vùng đất mới, nên ở Nam Bộ nhiều đình làng, thần chỉ có tên là Bản cảnh Thành hoàng hay Thành hoàng Bản cảnh (神隍本境). Theo sách Minh Mạng chính yếu, quyển thứ 12, năm Minh Mạng thứ 20 (1839), thì nhà vua đã chuẩn y lời tâu của Bộ Lễ xin hạ lệnh cho các địa phương lập thêm thần vị Bản cảnh. Đây là chức vụ mới, lúc trước không phổ biến. Lê Phục Thiện, người dịch sách trên chú giải: Thành hoàng là vị thần coi một khu vực nào. Bản cảnh là cõi đất nơi mình được thờ. Nhà văn Sơn Nam cho biết bởi đây là dạng viên chức được vua ủy quyền trừu tượng, trong rất nhiều trường hợp, không phải là con người lịch sử bằng xương bằng thịt. Do vậy, đa phần không có tượng mà chỉ thờ một chữ "thần" (神) và thường cũng chỉ có mỹ hiệu chung chung là "Quảng hậu, chính trực, đôn ngưng" (tức rộng rãi, ngay thẳng, tích tụ).

## Nguồn gốc

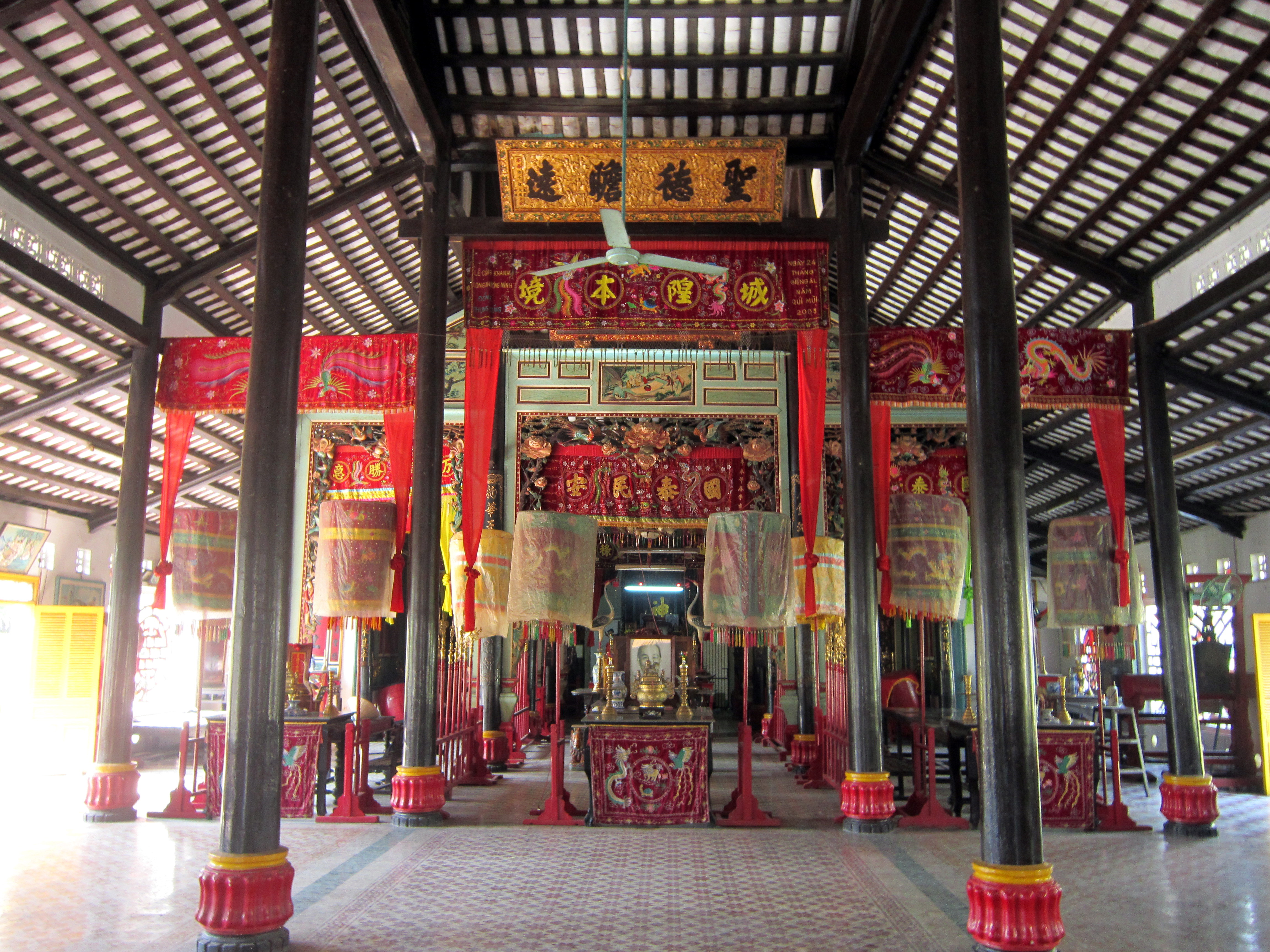
Bên trong đình Mỹ Phước.

## Nơi thờ phụng

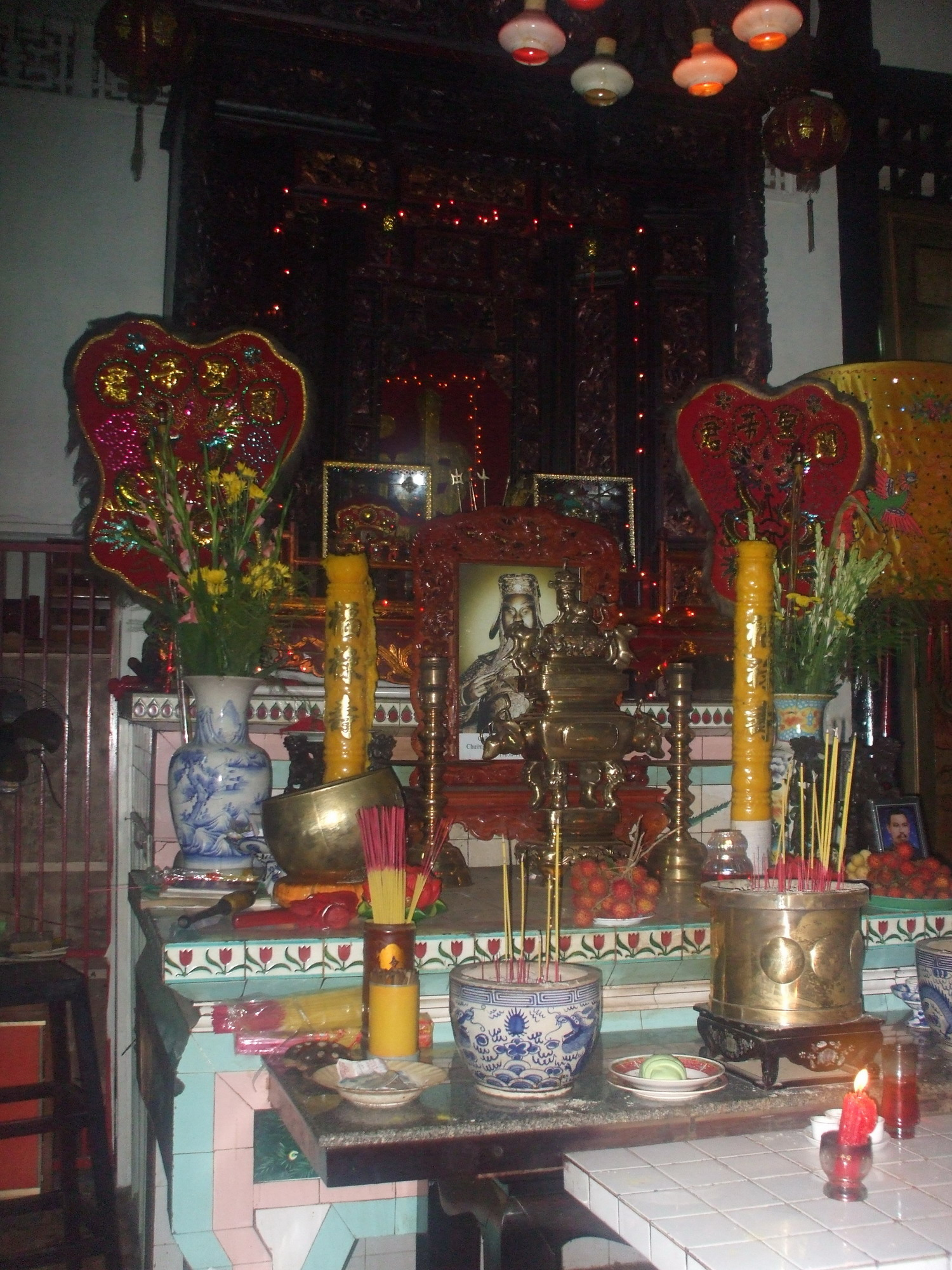
Bàn thờ thần Thành hoàng (Nguyễn Hữu Cảnh) ở đình Mỹ Phước, Long Xuyên.